# Suplika
Suplika (z łac. supplicare „błagać, prosić”) – pisemna prośba, skarga lub zapytanie kierowane do seniora przez wasala, rozpowszechnione głównie w XVIII w., kierowane do właściciela dóbr ziemskich przez chłopów, ale także mieszczan, Żydów, cechy, niekiedy niższych oficjalistów.
Znaczące supliki chłopów polskich poruszające sprawy wyzysku pańszczyźnianego w okresie Polski przedrozbiorowej, to: suplika torczyńska z 1767 roku i suplika płaczliwa z 1789 roku.
Supliki musiały posiadać odpowiednią formę i przechodziły przez skomplikowany proces kancelaryjny. Zgodę papieża na daną prośbę sygnowano słowem fiat (łac. „niech będzie”).